# Psammogobius biocellatus
Psammogobius biocellatus är en fiskart som först beskrevs av Valenciennes, 1837.  Psammogobius biocellatus ingår i släktet Psammogobius och familjen smörbultsfiskar. IUCN kategoriserar arten globalt som livskraftig. Inga underarter finns listade i Catalogue of Life.